# Pardosa manicata
Pardosa manicata este o specie de păianjeni din genul Pardosa, familia Lycosidae, descrisă de Thorell, 1899.
Este endemică în Camerun. Conform Catalogue of Life specia Pardosa manicata nu are subspecii cunoscute.